# Шахта імені Челюскінців
ДВАТ «Шахта ім. Челюскінців». Входить до Державної холдингової компанії «Донвугілля».
Фактичний видобуток 2100 т/добу (1990), 1290 (1999). У 2003 р. видобуто 324,6 тис. т вугілля.
Максимальна глибина 1090 м (1990), 1220 м (1994—1995), 990 м (1999).
Протяжність підземних виробок 71,8 км (1990), 61,1 км (1999).
Вугільні пласти m3, l4, l1, k8 (1990), l4, l1 (1999). Потужність пластів 1,1; 1,54; 1,5; 1,5 м (1990), 1,55; 1,5 м (1999). Кількість очисних вибоїв 4 (1990), 2 (1999), підготовчих вибоїв 21 (1990), 5 (1999). Кути падіння пластів 12-18°.
Кількість очисних вибоїв 4 (1990), 2 (1999), підготовчих вибоїв 21 (1990), 5 (1999).
Шахта надкагегорійна за виділенням метану. Вугільний пил небезпечний щодо вибуху.
Кількість працюючих: 4966/2724 осіб, в тому числі підземних 3660/1929 осіб (1990/1999).